# Hypodryas idunides
Hypodryas idunides är en fjärilsart som beskrevs av Hans Fruhstorfer 1917. Hypodryas idunides ingår i släktet Hypodryas och familjen praktfjärilar. Inga underarter finns listade i Catalogue of Life.